# Joshua Seftel
Joshua Seftel est un réalisateur, producteur, scénariste et monteur né en 1968.

## Filmographie

### comme réalisateur
- 1992 : Lost and Found
- 1994 : Old Warrior
- 1996 : The Real Russell
- 1996 : Taking on the Kennedys (TV)
- 2000 : Ennis' Gift
- 2003 : Queer Eye for the Straight Guy (série TV)
- 2003 : Breaking the Mold: The Kee Malesky Story
- 2008 : War, Inc.

### comme producteur
- 1992 : Lost and Found
- 1994 : Old Warrior
- 1996 : Taking on the Kennedys (TV)
- 2000 : Ennis' Gift

### comme scénariste
- 1992 : Lost and Found
- 1996 : Taking on the Kennedys (TV)
- 2003 : Breaking the Mold: The Kee Malesky Story

### comme monteur
- 1994 : Old Warrior
- 1996 : Taking on the Kennedys (TV)
- 2003 : Breaking the Mold: The Kee Malesky Story

## Récompenses et nominations

### Nominations
Oscars 2023: Meilleur Court-Métrage (documentaire): Stranger at the Gate